# Dimos Lamia
Dimos Lamia (Lamia) är en kommun i Grekland.   Den ligger i prefekturen Fthiotis och regionen Grekiska fastlandet, i den centrala delen av landet, 150 km nordväst om huvudstaden Aten. Antalet invånare är 75 315.